# Camilla Lothigius
Camilla Lothigius, född 12 mars 1957 i Medellin, Colombia, är en svensk konstnär verksam i Östergötland. Hon läste konst på Högskolan för konst och design i Göteborg 1982-88. 
Lothigius arbetar främst med skulptur där hon leker med rumslighet former och färger. Ett av hennes verk, Bollop i kulturkvarteret Hallarna i Norrköping, ger insyn i hennes lekfulla men ändå sammanhållna experiment med färger och former.  Ett annat verk som visar på hennes säkerhet i lek med färg och former är Cirkellek, i Linghem, Östergötland.

## Offentliga konstverk
- Ljuskälla (2002), Kungsgatan, Linköping[4]
- Cirkellek (2013), Himnaskolan, Linghem[3]
- Bollop (2014), kulturkvarteret Hallarna, Norrköping[1]
- Kringelikrok I och II (2017), Utbynässkolan, Göteborg[5]

## Representerad
- Norrköpings Konstmuseum
- Östergötlands Museum[6]
- Linköpings Kommun
- Linköpings landsting
- Örebro kommun
- Halmstad landsting
- Södertälje konstnämnd

## Utställningar
Lothigius har haft ett flertal egna utställningar, bland annat på Skådebanan i Linköping (2004), på Råduset i Söderköping (2010), och på Konsthallen Passagen i Linköping (2013). Hon har också deltagit i många samlingsutställningarna, som exempelvis 1984 (1984) på Göteborgs konsthall; Visioner i verkligheten (2000), Enkelt och Skönt (2002), Klimat (2006) och Linköping 7.2 (2009) på Konsthall Passagen i Linköping; Mönstring (2001) och Inköp (2003) på Norrköpings Konstmuseum; 7.0 (2007) på Örebro konsthall; Under samma tak (2008) på Östergötlands museum; och Ihopparat på Konstforum i Norrköping (2013).